# Ивайло Велчев
Ивайло Владимиров Велчев (роден на 27 ноември 1970 г.) е български актьор. Най-известен е с озвучаването на реклами, филми и сериали.

## Биография
В периода 1992 – 1999 е водещ и репортер на радио „Астра“ в Плевен. Велчев е последният човек интервюирал Андрей Луканов.
Завършва Театрален колеж „Любен Гройс“.
Велчев започва да се занимава с дублаж през 2000 г. Първият сериал, за който дава гласа си, е канадският „Игра на власт“.
Някои от по-известните заглавия с негово участие са „От местопрестъплението“ (от девети до дванайсети сезон), „От местопрестъплението: Ню Йорк“ (от четвърти до девети сезон), „24“, „Щитът“, „Блейд: Сериалът“, „Обвързани“ (от от първи до пети сезон), „Никита: Отмъщението“ и минисериалите „Бригада“ (дублаж на БНТ) и „Братя по оръжие“.
Велчев озвучава и редица турски сериали, между които „Черна роза“, „Госпожа Фазилет и нейните дъщери“, „Вятърничав“, „Мерием“ и др.
От 2004 до 2019 г. е гласът, който обявява анонсите в „Шоуто на Слави“, а година по-късно става и глас на AXN до началото на 2017 г., когато той е заменен от Николай Пърлев. Той е и гласът на предаването „Времена и нрави“ на професор Юлиан Вучков по Евроком. От 2019 г. се изявява като гласът на 7/8 ТВ, който обявява анонсите на всичките предавания, излъчени по същата телевизия.
През 2021 г. получава номинация за наградата „Икар“ в категорията „Най-добър дублаж“ за ролята на Октай в „Мерием“, заедно с Любомир Младенов за Клод Трепани в „Дървосекачи“ и Иван Велчев за ролите на Влад, Чезар и Петре във „Влад“. Печели Любомир Младенов.

## Филмография
| Година      | Заглавие    | Роля           |
| ----------- | ----------- | -------------- |
| 2011        | Стъклен дом | Адвокат Ралчев |
| 2012        | Отплата     | Антон Антонов  |
| 2013 – 2014 | Фамилията   | Емил Фотев     |